# Линовштица
Линовштица је речица у југоисточној Србији у Општини Бабушница. Речица извире на падинама Суве Планине недалеко од села Линова и улива се у реку Лужницу код села Грнчар. Речица је дугачка 6 km и протиче кроз уске камените клисуре. Име је добила зато што јој се извориште налази у атару села Линова.

## Галерија Линовштица
- Речица Линовштица недалеко од ушћа у Лужницу
- Речица обала, трава и дрвеће
- Мост преко Линовштице
- Стене изнад линовштице